# Маюмба
Маюмба (на френски: Mayumba) е град в Габон, разположен на брега на Атлантически океан, Магистрала N6 и Лагуна Банио. Градът е известен с дългите си пясъчни плажове, в които гнезди кожестата костенурка. Градът се намира в Национален парк Маюмба и в него има летище и пазар. Население 5220 жители (по данни от 2013 г.).